# Otec prasátek (film)
Otec prasátek (v anglickém originále Terry Pratchett's Hogfather nebo pouze Hogfather) je dvojdílný britský televizní film natočený podle stejnojmenného románu z fantasy série Zeměplocha spisovatele Terryho Pratchetta. Byl natočen ve Velké Británii v roce 2006 filmovou společností The Mob. Je rozdělen do dvou dílů, jejichž stopáž je 90 minut. Scénář filmu napsal Vadim Jean, který tento film i režíroval.

## Příběh
Na Zeměploše, nesené vesmírem na zádech Velké A'Tuin, obří vesmírné želvy, nastává čas Svátku prasečí hlídky, což je zeměplošský ekvivalent pozemských Vánoc. Celá Zeměplocha vyčkává na příchod velkého tlustého muže v červeném, ale zdá se, že Otec prasátek zmizel.
Auditoři vesmíru se jako kolektivní vědomí rozhodli, že je potřeba Otce prasátek odstranit. Zabití této antropomorfní personifikace zadají v největším městě na Zeměploše, Ankh-Morporku. Tamní cech vrahů dostane velmi neobvyklou, a o to lépe placenou zakázku, přičemž pouze jediný mladý vrah je schopen se tohoto úkolu zhostit – mladý pan Časnačaj. Ostatní členové cechu o něm říkají, že nevidí svět stejně jako většina ostatních lidí.
Pokud se Otce prasátek nepodaří zachránit, tak druhý den nevyjde slunce, ale tuto skutečnost si uvědomí jen málo obyvatel Zeměplochy. První, kdo si to uvědomí, je Smrť, další antropomorfní personifikace.
Mladá vychovatelka Zuzana Stohelitská se snaží žít „normální” život v Ankh-Morporku, ale k její smůle nic není tak „normální”, jak by si přála. Za doprovodu Krysího Smrtě a jeho havrana Jářku se Zuzana vydává řešit zmizení Otce prasátek.

## Obsazení
- Daniel Jason – Albert, Smrťův sluha
- Marc Warren – Jonatán Časnačaj, vrah
- Michelle Dockeryová – Zuzana Stohelitská a Krysí Smrť (hlas)
- David Warner – lord Odkraglli
- Tony Robinson – Vernon Crumley
- Nigel Planer – pan Křivomus
- Peter Guinness – David Mezinima
- Stephen Marcus – Banjo
- Craig Conway – Pletiplot
- Rhodri Meilir – Žlučoblij
- Sinead Matthews – Viola
- Marnix van den Broeke – Smrť
- Ian Richardson – Smrť (hlas)
- Neil Pearson – Jářku (hlas)
- Nicholas Tennant – desátník Nóblhóch
- Richard Katz – konstábl Postihnout
- Joss Ackland – arcikancléř Vzoromil Výsměšek